# Tom Skeyhill
Thomas John Skeyhill est un soldat, poète et conférencier australien né le 10 janvier 1895 à Terang (en) (Australie) et mort en mai 1932 à Hyannis (États-Unis).